# اچ‌ام‌ای‌اس اور (پی ۹۱)
اچ‌ام‌ای‌اس اور (پی ۹۱) (به انگلیسی: HMAS Aware (P 91)) یک کشتی بود که طول آن ۱۰۷٫۶ فوت (۳۲٫۸ متر) بود. این کشتی در سال ۱۹۶۷ ساخته شد.